# Anne d'Orange-Nassau
 (août 2022).
La comtesse Anne d’Orange-Nassau (née le 5 novembre 1563 à Bréda et morte le 13 juin 1588 à Franeker) est une des filles de Guillaume d’Orange dit Le Taciturne et de sa seconde épouse, Anne de Saxe. Elle est la femme de Guillaume-Louis, comte de Nassau-Dillenburg.

## Biographie
Anne et sa sœur Marie (1556-1616) furent élevées à Dillenburg chez Jean VI de Nassau-Dillenburg, cousin de leur père. Par la suite, toutes deux furent mariées dans les familles princières protestantes du Saint-Empire, ce qui contribua à renforcer la position de Guillaume le Taciturne dans le parti protestant.
Anne et le comte Guillaume-Louis de Nassau-Dillenburg se marièrent juste après le vingt-quatrième anniversaire d’Anne, le 25 novembre 1587. Le mariage ne fut cependant que de courte durée, puisqu’Anne mourut seulement six mois après le mariage. Ils n’eurent donc pas d’enfants et Guillaume-Louis ne se remaria jamais. Il est devenu par la suite le comte de Nassau-Dillenburg.
Elle fut inhumée en l’église « Jacobijnerkerk » (ou « Grote Kerk ») de Leeuwarden,.

### Famille
La mère d’Anne, Anne de Saxe, n'a jamais eu un mariage heureux avec son mari, Guillaume le Taciturne. Elle est décrite comme instable et violente et est impopulaire auprès de sa famille et des citoyens.
Anne de Saxe s’est mise en ménage avec son avocat, avec lequel elle aura une fille illégitime appelée Christine. Après cet incident, Anne et ses frères et sœurs ne revirent jamais leur mère. Anne de Saxe fut envoyée au château de Bilstein avec Christine. Là-bas, son comportement empire au point d’ordonner aux serviteurs de garder les couteaux loin d’elle, de peur qu’elle n’attaque quelqu’un. Anne de Saxe commence alors à souffrir d’hallucinations et de crises de violence. Christine lui est retirée et envoyée chez Anne et ses frères et sœurs pour y être élevée. Guillaume annule son mariage et se remarie deux fois. Anne de Saxe vécut le reste de ses jours à Dresde, jusqu’à sa mort à l’âge de trente-deux ans en 1577.
Son père épouse alors Charlotte de Bourbon, avec qui il aura six filles. Après sa mort en 1582, Guillaume épouse Louise de Coligny qui donna naissance à un fils, Frédéric-Henri d’Orange-Nassau.
Parmi les frères et sœurs d’Anne d’Orange-Nassau figurent Maurice de Nassau et Émilie de Nassau.
Marie, sœur d'Anne, épousa en 1590 Philippe de Hohenlohe-Neuenstein. Lui et leur beau-frère Guillaume-Louis de Nassau-Dillenburg furent par la suite de fidèles alliés de Maurice de Nassau.

## Sources
- Olaf Mörke: Wilhelm von Oranien (1533–1584). Kohlhammer, Stuttgart 2007  (ISBN 3-17-017669-2).
- (de) Pieter Lodewijk Muller, « Wilhelm Ludwig (Graf von Nassau-Dillenburg) », dans Allgemeine Deutsche Biographie (ADB), vol. 43, Leipzig, Duncker & Humblot, 1898, p. 134-136. Nebeneintrag: Dies ist ihr Mann
- J. L. J. van Kamp: Nog een tak afstammelingen van Willem de Zwijger. In: De nederlandsche Leeuw. Heft LXXIV, 9 (September 1957)
- Hans-Joachim Böttcher: Anna Prinzessin von Sachsen 1544-1577 – Eine Lebenstragödie. Dresdner Buchverlag 2013  (ISBN 978-3-941757-39-4).
- Anna van Nassau dans le Digitaal Vrouwenlexicon van Nederland
- Michel Mourre: Dictionnaire Encyclopédique d'Histoire Tome VI. BORDAS, Paris 1978. S. 3109  (ISBN 2 04 006517-2).